# Линдита Никола
Линдита Никола (алб. Lindita Nikolla; Тирана, 22. октобар 1965) албанска је политичарка. Између 2021. и 2024. вршила је дужност председнице Парламента Републике Албаније. Претходно је обављала функцију министарке просвете, спорта и омладине од септембру 2013. до маја 2017. године, где је привремено предала функцију Мирели Карабини у оквиру предизборног споразума између позиције и опозиције, док је од септембра 2017. до 2019. поново била на овој функцији.